# Clathria
Genre
Clathria est un genre d'éponges de la famille Microcionidae. Les espèces de ce genre sont marines.

## Liste des sous-genres
Selon World Register of Marine Species (20 mai 2016) :
- sous-genre Clathria (Axosuberites) Topsent, 1893
- sous-genre Clathria (Clathria) Schmidt, 1862
- sous-genre Clathria (Cornulotrocha) Topsent, 1927
- sous-genre Clathria (Dendrocia) Hallmann, 1920
- sous-genre Clathria (Isociella) Hallmann, 1920
- sous-genre Clathria (Microciona) Bowerbank, 1862
- sous-genre Clathria (Paresperia) Burton, 1930
- sous-genre Clathria (Thalysias) Duchassaing & Michelotti, 1864
- sous-genre Clathria (Wilsonella) Carter, 1885
- Clathria aspera Gammill, 1997
- Clathria carteri Topsent, 1889
- Clathria compressa (Bowerbank, 1875)
- Clathria dichela sensu Vacelet, Vasseur & Lévi, 1976
- Clathria granulata (Keller, 1889)
- Clathria pulcherrima
- Clathria schmitti (de Laubenfels, 1942)
- Clathria surculosa (Esper, 1794)

## Liste des espèces
Selon World Register of Marine Species (20 mai 2016) :
- Clathria abietina (Lamarck, 1814)
- Clathria abrolhosensis Hooper, 1996
- Clathria acanthostyli (Hoshino, 1981)
- Clathria acanthotoxa (Stephens, 1916)
- Clathria acarnoides Van Soest, Meesters & Becking, 2014
- Clathria aceratoobtusa (Carter, 1887)
- Clathria achelata Sandes & Pinheiro, 2016
- Clathria aculeofila Aguirre, Hooker, Willenz & Hajdu, 2011
- Clathria adioristica (de Laubenfels, 1953)
- Clathria affinis (Carter, 1880)
- Clathria africana (Lévi, 1956)
- Clathria amabilis (Thiele, 1905)
- Clathria amirantiensis Hooper, 1996
- Clathria anancora (Topsent, 1904)
- Clathria anchorata (Carter, 1874)
- Clathria angularis (Sarà & Siribelli, 1960)
- Clathria angulifera Dendy, 1896
- Clathria anomala (Burton, 1933)
- Clathria anonyma (Burton, 1959)
- Clathria antarctica (Topsent, 1917)
- Clathria anthoides Lévi, 1993
- Clathria antyaja (Burton & Rao, 1932)
- Clathria aphylla Hooper, 1996
- Clathria araiosa Hooper & Lévi, 1993
- Clathria arborescens (Ridley, 1884)
- Clathria arbuscula (Row, 1911)
- Clathria arcifera (Schmidt, 1868)
- Clathria arcuophora Whitelegge, 1907
- Clathria armata (Bowerbank, 1862)
- Clathria arroyoi Uriz, 1984
- Clathria arteria (de Laubenfels, 1954)
- Clathria aruensis (Hentschel, 1912)
- Clathria ascendens (Cabioch, 1968)
- Clathria ascensionis Van Soest, Beglinger & De Voogd, 2013
- Clathria asodes (de Laubenfels, 1930)
- Clathria assimilis Topsent, 1925
- Clathria atoxa (Bergquist & Fromont, 1988)
- Clathria atoxa Topsent, 1928
- Clathria atrasanguinea (Bowerbank, 1862)
- Clathria aurea Van Soest, Beglinger & De Voogd, 2013
- Clathria australiensis Carter, 1885
- Clathria axociona Lévi, 1963
- Clathria barleei (Bowerbank, 1866)
- Clathria basiarenacea (Boury-Esnault, 1973)
- Clathria basifixa (Topsent, 1913)
- Clathria basilana Lévi, 1961
- Clathria benguelaensis Samaai & Gibbons, 2005
- Clathria biclathrata Hooper in Hooper & Wiedenmayer, 1994
- Clathria bicleistochelifera Van Soest, Beglinger & De Voogd, 2013
- Clathria bitoxa (Burton, 1930)
- Clathria bitoxifera (Koltun, 1970)
- Clathria boavistae Van Soest, Beglinger & De Voogd, 2013
- Clathria borealis Hooper, 1996
- Clathria brepha (de Laubenfels, 1930)
- Clathria bulboretorta (Carter, 1880)
- Clathria bulbosa Hooper & Lévi, 1993
- Clathria bulbotoxa van Soest, 1984
- Clathria burtoni Hooper, 1996
- Clathria cactiformis (Lamarck, 1814)
- Clathria caelata Hallmann, 1912
- Clathria calla (de Laubenfels, 1934)
- Clathria calloides Van Soest, Beglinger & De Voogd, 2013
- Clathria calochela (Hentschel, 1912)
- Clathria calopora Whitelegge, 1907
- Clathria calypso Boury-Esnault, 1973
- Clathria campecheae Hooper, 1996
- Clathria canaliculata (Whitelegge, 1906)
- Clathria cancapseptima Van Soest, Beglinger & De Voogd, 2013
- Clathria cancellaria (Lamarck, 1814)
- Clathria capverdensis Van Soest, Beglinger & De Voogd, 2013
- Clathria carteri Topsent, 1889
- Clathria cercidochela (Vacelet & Vasseur, 1971)
- Clathria cervicornis (Thiele, 1903)
- Clathria cheeki Goodwin, Jones, Neely & Brickle, 2016
- Clathria chelifera (Hentschel, 1911)
- Clathria cheliglomerata Van Soest, Beglinger & De Voogd, 2013
- Clathria cheliradians (Topsent, 1927)
- Clathria chelosigmoidea Zea, Rodriguez & Martinez, 2014
- Clathria claudei Hooper, 1996
- Clathria claviformis Hentschel, 1912
- Clathria cleistochela (Topsent, 1925)
- Clathria coccinea (Bergquist, 1961)
- Clathria collosclera van Soest, 2009
- Clathria compressa (Bowerbank, 1875)
- Clathria compressa Schmidt, 1862
- Clathria conchicola Van Soest, Beglinger & De Voogd, 2013
- Clathria conectens (Hallmann, 1912)
- Clathria conica Lévi, 1963
- Clathria contorta (Bergquist & Fromont, 1988)
- Clathria coppingeri Ridley, 1884
- Clathria coralliophila (Thiele, 1903)
- Clathria coralloides (Scopoli, 1772)
- Clathria coriocrassus (Bergquist & Fromont, 1988)
- Clathria corneolia Hooper & Lévi, 1993
- Clathria costifera Hallmann, 1912
- Clathria craspedia Hooper, 1996
- Clathria crassa (Lendenfeld, 1887)
- Clathria crassitoxa Santos & Pinheiro, 2014
- Clathria cratitia (Esper, 1797)
- Clathria ctenichela (Alander, 1942)
- Clathria cullingworthi Burton, 1931
- Clathria curacaoensis Arndt, 1927
- Clathria curvichela (Hallmann, 1912)
- Clathria cylindrica (Ridley & Dendy, 1886)
- Clathria darwinensis Hooper, 1996
- Clathria dayi Lévi, 1963
- Clathria decumbens Ridley, 1884
- Clathria delaubenfelsi (Lévi, 1963)
- Clathria dendyi (Bergquist & Fromont, 1988)
- Clathria densa (Burton, 1959)
- Clathria depressa Sarà & Melone, 1966
- Clathria dianae (Schmidt, 1875)
- Clathria dichela sensu Vacelet, Vasseur & Lévi, 1976
- Clathria discreta (Thiele, 1905)
- Clathria distincta (Thiele, 1903)
- Clathria ditoxa (Stephens, 1916)
- Clathria dubia (Kirkpatrick, 1900)
- Clathria duplex Sarà, 1958
- Clathria dura Whitelegge, 1901
- Clathria eccentrica (Burton, 1934)
- Clathria echinata (Alcolado, 1984)
- Clathria echinonematissima (Carter, 1887)
- Clathria elastica Lévi, 1963
- Clathria elegans Vosmaer, 1880
- Clathria elegantula Ridley & Dendy, 1886
- Clathria elliptichela (Alander, 1942)
- Clathria encrusta Kumar, 1925
- Clathria ensiae Hooper, 1996
- Clathria erecta (Thiele, 1899)
- Clathria eurypa (de Laubenfels, 1954)
- Clathria fallax (Bowerbank, 1866)
- Clathria fascicularis Topsent, 1889
- Clathria fasciculata Wilson, 1925
- Clathria fauroti (Topsent, 1893)
- Clathria faviformis Lehnert & van Soest, 1996
- Clathria ferrea (de Laubenfels, 1936)
- Clathria filifera (Ridley & Dendy, 1886)
- Clathria flabellata (Burton, 1936)
- Clathria flabellata (Topsent, 1916)
- Clathria flabellifera Hooper & Lévi, 1993
- Clathria foliacea Topsent, 1889
- Clathria foliascens Vacelet & Vasseur, 1971
- Clathria foraminifera (Burton & Rao, 1932)
- Clathria frogeti (Vacelet, 1969)
- Clathria fromontae Hooper, 1996
- Clathria frondiculata (Schmidt, 1864)
- Clathria fusterna Hooper, 1996
- Clathria gageoensis Kim & Sim, 2005
- Clathria georgiaensis Hooper, 1996
- Clathria gombawuiensis Kim & Sim, 2005
- Clathria gorgadensis Van Soest, Beglinger & De Voogd, 2013
- Clathria gorgonioides (Dendy, 1916)
- Clathria gradalis Topsent, 1925
- Clathria granulata (Keller, 1889)
- Clathria grisea (Hentschel, 1911)
- Clathria guettardi (Topsent, 1933)
- Clathria haematodes (de Laubenfels, 1957)
- Clathria hallmanni Hooper, 1996
- Clathria haplotoxa (Topsent, 1928)
- Clathria hartmani (Simpson, 1966)
- Clathria hentscheli Hooper, 1996
- Clathria hermicola van Soest, Kaiser & Van Syoc, 2011
- Clathria hesperia Hooper, 1996
- Clathria heterotoxa (Hentschel, 1929)
- Clathria hexagonopora Lévi, 1963
- Clathria hirsuta Hooper & Lévi, 1993
- Clathria hispidula (Ridley, 1884)
- Clathria hjorti (Arnesen, 1920)
- Clathria hongdoensis Kim & Sim, 2006
- Clathria hooperi Samaai & Gibbons, 2005
- Clathria horrida (Row, 1911)
- Clathria hymedesmioides van Soest, 1984
- Clathria illawarrae Hooper, 1996
- Clathria imperfecta Dendy, 1896
- Clathria inanchorata Ridley & Dendy, 1886
- Clathria incrustans Bergquist, 1961
- Clathria indica Dendy, 1889
- Clathria inhacensis Thomas, 1979
- Clathria intermedia Kirk, 1911
- Clathria irregularis (Burton, 1931)
- Clathria isodictyoides (van Soest, 1984)
- Clathria ixauda (Lévi, 1969)
- Clathria jolicoeuri (Topsent, 1892)
- Clathria juncea Burton, 1931
- Clathria juniperina (Lamarck, 1814)
- Clathria kieschnicki Hooper in Hooper & Wiedenmayer, 1994
- Clathria kilauea (de Laubenfels, 1951)
- Clathria koltuni Hooper in Hooper & Wiedenmayer, 1994
- Clathria koreana Sim & Lee, 1998
- Clathria kylista Hooper & Lévi, 1993
- Clathria laevigata Lambe, 1893
- Clathria laevis (Bowerbank, 1866)
- Clathria lajorei (de Laubenfels, 1954)
- Clathria lambda (Lévi, 1958)
- Clathria lambei (Koltun, 1955)
- Clathria leighensis Hooper, 1996
- Clathria lematolae Hooper, 1996
- Clathria lendenfeldi Ridley & Dendy, 1886
- Clathria levii (Sarà & Siribelli, 1960)
- Clathria linda (de Laubenfels, 1954)
- Clathria lindgreni Hooper, 1996
- Clathria lipochela Burton, 1932
- Clathria lissoclada (Burton, 1934)
- Clathria lissosclera Bergquist & Fromont, 1988
- Clathria litos Hooper & Lévi, 1993
- Clathria lizardensis Hooper, 1996
- Clathria lobata Vosmaer, 1880
- Clathria longistyla (Burton, 1959)
- Clathria longitoxa (Hentschel, 1912)
- Clathria macrochela (Lévi, 1960)
- Clathria macroisochela Lévi, 1993
- Clathria macropora Lendenfeld, 1888
- Clathria macrotoxa (Bergquist & Fromont, 1988)
- Clathria maeandrina Ridley, 1884
- Clathria major Hentschel, 1912
- Clathria marissuperi Pulitzer-Finali, 1983
- Clathria marplatensis (Cuartas, 1992)
- Clathria matthewsi Goodwin, Brewin & Brickle, 2012
- Clathria maunaloa (de Laubenfels, 1951)
- Clathria membranacea (Thiele, 1905)
- Clathria menoui Hooper & Lévi, 1993
- Clathria meyeri (Bowerbank, 1877)
- Clathria michaelseni (Hentschel, 1911)
- Clathria microchela (Stephens, 1916)
- Clathria microjoanna (de Laubenfels, 1930)
- Clathria micronesia (de Laubenfels, 1954)
- Clathria micropunctata (Burton & Rao, 1932)
- Clathria microxa Desqueyroux, 1972
- Clathria microxea (Vacelet & Vasseur, 1971)
- Clathria mima (de Laubenfels, 1954)
- Clathria minuta (van Soest, 1984)
- Clathria minutoides Van Soest, Beglinger & De Voogd, 2013
- Clathria mixta Hentschel, 1912
- Clathria mortenseni (Brøndsted, 1924)
- Clathria mosulpia Sim & Byeon, 1989
- Clathria multipes Hallmann, 1912
- Clathria multitoxaformis (Bergquist & Fromont, 1988)
- Clathria murphyi Hooper, 1996
- Clathria mutabilis (Topsent, 1897)
- Clathria mytilifila Hajdu, Desqueyroux-Faúndez, Carvalho, Lôbo-Hajdu & Willenz, 2013
- Clathria myxilloides Dendy, 1896
- Clathria naikaiensis (Hoshino, 1981)
- Clathria namibiensis (Uriz, 1984)
- Clathria nervosa (Lévi, 1963)
- Clathria nicoleae Vieira de Barros, Santos & Pinheiro, 2013
- Clathria nidificata (Kirkpatrick, 1907)
- Clathria nigra (Boury-Esnault, 1973)
- Clathria noarlungae Hooper, 1996
- Clathria normani (Burton, 1930)
- Clathria novaezealandiae (Brøndsted, 1924)
- Clathria nuda Hentschel, 1912
- Clathria obliqua (George & Wilson, 1919)
- Clathria oculata Burton, 1933
- Clathria omegiensis Samaai & Gibbons, 2005
- Clathria ongulensis (Hoshino, 1977)
- Clathria opalina Zea, Rodriguez & Martinez, 2014
- Clathria orientalis (Brøndsted, 1934)
- Clathria originalis (de Laubenfels, 1930)
- Clathria osismica (Cabioch, 1968)
- Clathria oudekraalensis Samaai & Gibbons, 2005
- Clathria oxeota (van Soest, 1984)
- Clathria oxitoxa Lévi, 1963
- Clathria oxyphila (Hallmann, 1912)
- Clathria pachyaxia (Lévi, 1960)
- Clathria pachystyla Lévi, 1963
- Clathria papillata Van Soest, Beglinger & De Voogd, 2013
- Clathria papillosa Thiele, 1905
- Clathria parthena (de Laubenfels, 1930)
- Clathria partita Hallmann, 1912
- Clathria parva Lévi, 1963
- Clathria patula (Hooper, 1996)
- Clathria paucispicula (Burton, 1932)
- Clathria pauper Brøndsted, 1927
- Clathria pellicula Whitelegge, 1897
- Clathria pennata (Lambe, 1895)
- Clathria perforata (Lendenfeld, 1887)
- Clathria phorbasiformis Hooper, 1996
- Clathria piniformis (Carter, 1885)
- Clathria placenta (Lamarck, 1814)
- Clathria plinthina (de Laubenfels, 1954)
- Clathria plurityla Pulitzer-Finali, 1983
- Clathria poecilosclera (Sarà & Siribelli, 1960)
- Clathria polita (Ridley, 1881)
- Clathria primitiva (Koltun, 1955)
- Clathria procera (Ridley, 1884)
- Clathria productitoxa (Hoshino, 1981)
- Clathria prolifera (Ellis & Solander, 1786)
- Clathria pseudonapya (de Laubenfels, 1930)
- Clathria pyramida Lendenfeld, 1888
- Clathria pyramidalis (Brøndsted, 1924)
- Clathria ramea (Koltun, 1964)
- Clathria ramosa (Kieschnick, 1896)
- Clathria raphanus (Lamarck, 1814)
- Clathria rarispinosa (Hechtel, 1965)
- Clathria rectangulosa Schmidt, 1870
- Clathria reinwardti Vosmaer, 1880
- Clathria repens Galindo, Hooper & Pinheiro, 2014
- Clathria reticulata (Lendenfeld, 1888)
- Clathria rhaphidotoxa Stephens, 1915
- Clathria rhopalophora (Hentschel, 1912)
- Clathria richmondi Hooper, Kelly & Kennedy, 2000
- Clathria ridleyi (Lindgren, 1897)
- Clathria robusta (Dendy, 1922)
- Clathria rosetafiordica Hajdu, Desqueyroux-Faúndez & Willenz, 2006
- Clathria rosita Goodwin, Brewin & Brickle, 2012
- Clathria rubens (Lendenfeld, 1888)
- Clathria rubispina (Lamarck, 1814)
- Clathria rubra (Lendenfeld, 1888)
- Clathria rugosa Hooper & Lévi, 1993
- Clathria sarai Hooper, 1996
- Clathria saraspinifera Hooper, 1996
- Clathria sartaginula (Lamarck, 1814)
- Clathria scabida (Carter, 1885)
- Clathria schmitti (de Laubenfels, 1942)
- Clathria scotti (Dendy, 1924)
- Clathria selachia Hooper, 1996
- Clathria shirahama Tanita, 1977
- Clathria sigmoidea (Cuartas, 1992)
- Clathria simae Hooper, 1996
- Clathria similis (Thiele, 1903)
- Clathria skia Hooper, 1996
- Clathria sohuksanensis Kim & Sim, 2006
- Clathria spinarcus (Carter & Hope, 1889)
- Clathria spinatoxa (Hoshino, 1981)
- Clathria spinifera (Lindgren, 1897)
- Clathria spinispicula Tanita, 1968
- Clathria spinosa (Wilson, 1902)
- Clathria spongigartina (de Laubenfels, 1930)
- Clathria spongodes Dendy, 1922
- Clathria squalorum Wiedenmayer in Hooper & Wiedenmayer, 1994
- Clathria stephensae Hooper, 1996
- Clathria strepsitoxa (Hope, 1889)
- Clathria striata Whitelegge, 1907
- Clathria stromnessa Goodwin, Brewin & Brickle, 2012
- Clathria styloprothesis Hooper, 1996
- Clathria sulfocleistochela Zea, Rodriguez & Martinez, 2014
- Clathria surculosa (Esper, 1794)
- Clathria tenebrosa Goodwin, Jones, Neely & Brickle, 2016
- Clathria tenuis (Stephens, 1915)
- Clathria tenuissima (Stephens, 1916)
- Clathria terraenovae Dendy, 1924
- Clathria tetrastyla (Hentschel, 1912)
- Clathria thetidis (Hallmann, 1920)
- Clathria thielei (Hentschel, 1912)
- Clathria tingens Hooper, 1996
- Clathria topsenti (Thiele, 1899)
- Clathria tortuosa Uriz, 1988
- Clathria toxifera (Hentschel, 1912)
- Clathria toximajor Topsent, 1925
- Clathria toxipraedita Topsent, 1913
- Clathria toxirecta (Sarà & Siribelli, 1960)
- Clathria toxistricta Topsent, 1925
- Clathria toxistyla (Sarà, 1959)
- Clathria toxitenuis Topsent, 1925
- Clathria toxivaria (Sarà, 1959)
- Clathria trairae Santos & Pinheiro, 2014
- Clathria transiens Hallmann, 1912
- Clathria tuberculata (Burton, 1934)
- Clathria tuberosa (Bowerbank, 1875)
- Clathria tunisiae Hooper, 1996
- Clathria ulmus Vosmaer, 1880
- Clathria unica Cuartas, 1992
- Clathria vacata Van Soest, Beglinger & De Voogd, 2013
- Clathria vacelettia Hooper, 1996
- Clathria vasiformis (de Laubenfels, 1953)
- Clathria venosa (Alcolado, 1984)
- Clathria virgultosa (Lamarck, 1814)
- Clathria vulpina (Lamarck, 1814)
- Clathria wesselensis Hooper, 1996
- Clathria whiteleggii Dendy, 1922
- Clathria wilsoni Wiedenmayer, 1989
- Clathria zoanthifera Lévi, 1963